# Алгоритм Брезенхэма

Демонстрация работы алгоритма

Алгоритм Брезенхе́ма (англ. Bresenham's line algorithm) — алгоритм, определяющий, какие точки двумерного растра нужно закрасить, чтобы получить близкое приближение прямой линии между двумя заданными точками. Алгоритм широко используется, в частности, для рисования линий на экране компьютера. Существует обобщение алгоритма Брезенхэма для построения кривых 2-го порядка. Это один из старейших алгоритмов в машинной графике — он был разработан Джеком Элтоном Брезенхэмом в компании IBM в 1962 году.

## Алгоритм
Отрезок проводится между двумя точками — {\displaystyle (x_{0},y_{0})} и {\displaystyle (x_{1},y_{1})}, где в этих парах указаны столбец и строка соответственно, номера которых растут вправо и вниз. Сначала мы будем предполагать, что наша линия идёт вправо и вниз, причём горизонтальное расстояние {\displaystyle x_{1}-x_{0}} превосходит вертикальное {\displaystyle y_{1}-y_{0}}, то есть наклон линии от горизонтали — менее 45°. Наша цель состоит в том, чтобы для каждого столбца x между {\displaystyle x_{0}} и {\displaystyle x_{1}} определить, какая строка y ближе всего к линии, и нарисовать точку {\displaystyle (x,y)}.
Общая формула линии между двумя точками:
{\displaystyle y-y_{0}={\frac {y_{1}-y_{0}}{x_{1}-x_{0}}}(x-x_{0}).}
Поскольку мы знаем колонку {\displaystyle x}, то строка {\displaystyle y} получается округлением к целому следующего значения:
{\displaystyle y={\frac {y_{1}-y_{0}}{x_{1}-x_{0}}}(x-x_{0})+y_{0}.}
Однако, вычислять точное значение этого выражения нет необходимости. Достаточно заметить, что {\displaystyle y} уменьшается от {\displaystyle y_{0}} и за каждый шаг мы добавляем к {\displaystyle x} единицу и добавляем к {\displaystyle y} значение наклона (в нашем случае значение наклона будет отрицательным числом):
{\displaystyle s={\frac {y_{1}-y_{0}}{x_{1}-x_{0}}},}
которое можно вычислить заранее. Более того, на каждом шаге мы делаем одно из двух: либо сохраняем тот же y, либо уменьшаем его на 1.
Что из этих двух выбрать, можно решить, отслеживая значение ошибки, которое означает вертикальное расстояние между текущим значением y и точным значением y для текущего x. Всякий раз, когда мы увеличиваем x, мы увеличиваем значение ошибки на величину наклона s, приведённую выше. Если ошибка превысила 1.0, линия стала ближе к следующему y, поэтому мы увеличиваем y на 1.0, одновременно уменьшая значение ошибки на 1.0. В реализации алгоритма, приведённой ниже, plot(x,y) рисует точку, а abs возвращает абсолютную величину числа:
```
 
function
 line(
int
 x0, 
int
 x1, 
int
 y0, 
int
 y1)
     
int
 deltax := abs(x1 - x0)
     
int
 deltay := abs(y1 - y0)
     
real
 error := 0
     
real
 deltaerr := (deltay + 1) / (deltax + 1)
     
int
 y := y0
     
int
 diry := y1 - y0
     
if
 diry > 0 
         diry := 1
     
if
 diry < 0 
         diry := -1
     
for
 x 
from
 x0 
to
 x1
         plot(x,y)
         error := error + deltaerr
         
if
 error >= 1.0
             y := y + diry
             error := error - 1.0
```

Проблема такого подхода в том, что с вещественными величинами, такими как error и deltaerr, компьютеры работают относительно медленно. Кроме того, при вычислениях с плавающей точкой из-за ограничений, связанных с представлением вещественных чисел, невозможно получить точные значения при делении. Это приводит к тому, что в процессе вычислений происходит накопление ошибки и может привести к нежелательным результатам. По этим причинам лучше работать только с целыми числами. Это можно сделать, если умножить все используемые вещественные величины на (deltax + 1). Получаем следующий код:
```
 
function
 line(
int
 x0, 
int
 x1, 
int
 y0, 
int
 y1)
     
int
 deltax := abs(x1 - x0)
     
int
 deltay := abs(y1 - y0)
     
int
 error := 0
     
int
 deltaerr := (deltay + 1)
     
int
 y := y0
     
int
 diry := y1 - y0
     
if
 diry > 0 
         diry := 1
     
if
 diry < 0 
         diry := -1
     
for
 x 
from
 x0 
to
 x1
         plot(x,y)
         error := error + deltaerr
         
if
 error >= (deltax + 1)
             y := y + diry
             error := error - (deltax + 1)
```

Необходимость прибавлять единицу к deltax и deltay вызвана тем, что функция должна строить линию от точки (x0, y0) до точки (x1, y1) включительно! Теперь мы можем быстро рисовать линии, направленные вправо-вниз с величиной наклона меньше 1. Осталось распространить алгоритм на рисование во всех направлениях. Это достигается за счёт зеркальных отражений, то есть заменой знака (шаг в 1 заменяется на −1), обменом переменных x и y, обменом координат начала отрезка с координатами конца.

## Рисование окружностей
Также существует алгоритм Брезенхема для рисования окружностей. По методу построения он похож на рисование линии. В этом алгоритме строится дуга окружности для первого квадранта, а координаты точек окружности для остальных квадрантов получаются симметрично. На каждом шаге алгоритма рассматриваются три пикселя, и из них выбирается наиболее подходящий путём сравнения расстояний от центра до выбранного пикселя с радиусом окружности.
```

Разложение окружности в растр

   // этот алгоритм рисует смежные пиксели,
   // R - радиус, X1, Y1 - координаты центра
   
int
 x := 0
   
int
 y := R
   
int
 delta := 1 - 2 * R
   
int
 error := 0
   
while
 (y >= x)
       drawpixel(X1 + x, Y1 + y)
       drawpixel(X1 + x, Y1 - y)
       drawpixel(X1 - x, Y1 + y)
       drawpixel(X1 - x, Y1 - y)
       drawpixel(X1 + y, Y1 + x)
       drawpixel(X1 + y, Y1 - x)
       drawpixel(X1 - y, Y1 + x)
       drawpixel(X1 - y, Y1 - x)
       error := 2 * (delta + y) - 1
       
if
 ((delta < 0) && (error <= 0))
           delta += 2 * ++x + 1
           
continue

       
if
 ((delta > 0) && (error > 0))
           delta -= 2 * --y + 1
           
continue

       delta += 2 * (++x - --y)
```

```
   // этот алгоритм не рисует смежные пиксели
   
var
 x = 0;
   
var
 y = R;
   
var
 delta = 3 - 2 * y;
   
while
 (x <= y) {
       drawpixel(X1 + x, Y1 + y);
       drawpixel(X1 + x, Y1 - y);
       drawpixel(X1 - x, Y1 + y);
       drawpixel(X1 - x, Y1 - y);
       drawpixel(X1 + y, Y1 + x);
       drawpixel(X1 + y, Y1 - x);
       drawpixel(X1 - y, Y1 + x);
       drawpixel(X1 - y, Y1 - x);
       delta += delta < 0 ? 4 * x + 6 : 4 * (x - y--) + 10;
       ++x;
   }
```